# Talla Sylla
Pour les articles homonymes, voir Talla (homonymie) et Sylla (homonymie).
Talla Sylla, né à Pikine le 21 janvier 1966, est un homme politique sénégalais. Sylla est maire de Thiès depuis l'élection de juin 2014.

## Biographie
Il était l'un des dirigeants du Mouvement étudiant de Dakar durant les « années de braises ».
Il est le président fondateur de l'Alliance Jëf Jël, parti politique sénégalais qui est représenté à l'Assemblée nationale du Sénégal.
Élu à l'Assemblée nationale aux législatives d'avril 2001 sous la bannière du Jëf-Jël.
Il est vice-président de l'Assemblée nationale avant sa démission de celle-ci le 7 décembre 2001.
Il a été victime d'une tentative d'assassinat dans la nuit du 5 au 6 octobre 2003 à Dakar.
Il était l'un des candidats à l'élection présidentielle sénégalaise de 2007, 
Il est le Président du Congrès africain pour la Démocratie et le Développement.
Il a été l'initiateur de la coalition de l'opposition Bennoo Siggil Senegaal qui a remporté les élections dans les plus grandes villes du Sénégal. Il a déclaré vouloir quitter la scène politique en juin 2007.
Le 25 juillet 2010, il lance le Manifeste de Bennoo Taxawal Senegaal.
Talla Sylla a envisagé d'être candidat à l'élection présidentielle de 2012, mais il y a finalement renoncé.
Talla Sylla est actuellement le Président du Mouvement Wallu (Secours et Assistance).
Sylla est maire de Thiès depuis l'élection de juin 2014 où il remplace Idrissa Seck.